# Ruby Gloom
Ruby Gloom è una serie televisiva animata prodotta dallo studio canadese Nelvana e trasmessa su YTV a partire dal 13 ottobre 2006. In Italia la serie è stata trasmessa da Rai Gulp e RaiSat Smash Girls dal 1 ottobre 2008.

## Trama
In un'austera residenza vittoriana nella periferia di Gloomsville vivono Ruby Gloom e la sua stravagante cerchia di amici. Ruby è una ragazzina di 10 anni allegra ma che trascorre le sue giornate al buio giocando e vivendo avventure con compagni del tutto fuori del comune. È molto legata a queste strane creature e le trova deliziose: non presta attenzione al loro aspetto perché di loro percepisce solo i cuori e l'animo. Sempre insieme a lei c'è, Doom Kitty, la sua gattina, con cui condivide pensieri, emozioni ed un diario segreto a cui confida i suoi pensieri quotidiani.

## Episodi

### Stagione 1
1. Gloomer Rumor
2. Grounded in Gloomsville
3. Doom with a View
4. Missing Buns
5. Iris Springs Eternal
6. Science Fair or Foul
7. Poe-Ranoia
8. Unsung Heroes
9. Quadro Gloomia
10. Skull Boys Don't Cry
11. Bad Hare Day
12. Happy Yam Ween
13. Ruby Cubed
14. Shaken, Not Scared
15. Once in a Blue Luna
16. Time Flies
17. Lucky Me
18. Misery Loves Company
19. Sunny Daze
20. Broken Records

### Stagione 2
1. Gloomates
2. Tooth or Dare
3. Venus de Gloomsville
4. Seeing Eye to Eyes
5. Name That Toon
6. Skull in the Family
7. Writing on the Wall
8. Déjà Vu - Again
9. Ubergloom
10. Pet Poepulation
11. Hair(Less): The Musical - Part 1
12. Hair(Less): The Musical - Part 2
13. Beat Goes On
14. Out of This World
15. Forget Me Not

### Stagione 3
1. Frank and Len: Unplugged
2. I'll Be Home For Misery
3. Disaster Becomes You
4. Last Train To Gloomsville: Part 1
5. Last Train To Gloomsville: Part 2

## Personaggi e doppiatori
- Ruby Gloom, doppiata da Sarah Gadon in inglese, e da Perla Liberatori (voce) e Vittoria Siggillino (canto) in italiano. È una ragazzina 10 anni, è la protagonista, è gentile e sempre disponibile con i suoi amici.
- Skull Boy, doppiato da Scott McCord in inglese, e da Alessandro Quarta in italiano. Uno scheletro antropomorfo, è molto sensibile e profondo, ha una passione per il canto e la recitazione.
- Frank, doppiato da David Berni in inglese, e da Paolo Vivio (voce) e Fabio Patti (canto) in italiano. Fratello congiunto di Len, ha la testa blu. Hanno un gruppo musicale, è il più sveglio dei 2.
- Len, doppiato da Jeremy Harris in inglese, e da Stefano Onofri (voce) e Claudio Boschi (canto) in italiano. Fratello congiunto di Frank, ha la testa verde, è il più stupido dei 2.
- Scaredy Bat, doppiato da Peter Keleghan in inglese, e da Daniele Raffaeli (voce) e Dario De Rosa (canto) in italiano
- Misery, doppiata da Emily Hampshire in inglese, e da Monica Ward in italiano. Una ragazzina di coloro blu, sempre triste ed è vittima perenne del malocchio.
- Poe, doppiato da Adrian Tuss in inglese, e da Mino Caprio in italiano. Un uccello, è adulto ed è appassionato dalla lettura e gli piace bere il tè.
- Iris, doppiata da Stacey DePass in inglese, e da Monica Bertolotti in italiano. È una ragazzina ciclope, molto energica e amichevole, l'opposto di Misery, si lancia sempre in delle acrobazie spericolate.